# Arcul Reunificării
Arcul Reunificării, numit în mod oficial Monumentul Cartei în trei puncte pentru reunificarea națională, (în coreeană 조국통일3대헌장기념탑 (hangul), 祖國統一三大憲章紀念塔 (hanja), Joguk Tongil Samdae Heonjang Ginyeomtap (romanizare revizuită), Choguk T'ongil Samtae Hŏnjang Kinyŏmt'ap (romanizare McCune-Reischauer)) a fost un monument arhitectural sub formă de arc, înalt de 30 de metri, situat în zona de sud-vest a Phenianului, capitala Coreei de Nord, la sud de Râul Taedong.

## Istoric
Monumentul a fost inaugurat în luna august 2001 pentru a sărbători propunerile de reunificare a Peninsulei Coreene făcute de fostul președinte Kim Ir-sen. Inaugurarea monumentului a avut loc la un an după prima întâlnire a președinților celor două state coreene (Kim Jong-il și Kim Dae-jung), organizată în perioada 13–15 iunie 2000 la Phenian. Arcul de beton era situat de o parte și de alta a Autostrăzii Reunificării, cu mai multe benzi, care face legătura între capitala nord-coreeană Phenian și orașul Kaesong din apropierea Zonei demilitarizate coreene (ZDC). El a fost reprezentat pe un timbru poștal în anul 2002.
În decembrie 2023, în cursul unei ședințe a Partidului Muncitoresc Coreean, Kim Jong Un a acuzat Coreea de Sud că a devenit o „bază militară avansată și un depozit de arme nucleare” ale Statelor Unite ale Americii, ca urmare a intensificării exercițiilor militare americane și a dislocării unor mijloace militare (inclusiv portavioane de mari dimensiuni și submarine cu armament nuclear) în apropierea Peninsulei Coreene. La acel moment, Kim a anunțat că a abandonat posibilitatea reunificării pașnice cu Coreea de Sud și că țara sa trebuie să-și schimbe fundamental relațiile cu Coreea de Sud. Coreea de Nord a amenințat cu acel prilej că va lansa trei sateliți spion, că va construi drone militare și că-și va extinde arsenalul nuclear până în 2024.
În contextul înrăutățirii relațiilor dintre cele două state din Peninsula Coreeană, liderul nord-coreean Kim Jong-un a cerut într-o ședință a Adunării Populare Supreme, care a avut loc în 15 ianuarie 2024 la Phenian, distrugerea monumentului, pe care l-a descris ca o „urâțenie”. El a anunțat cu acel prilej abandonarea politicii de reunificare pașnică cu Coreea de Sud, inaugurate în anii 1970 de bunicul său, desființarea tuturor agențiilor de stat destinate cooperării cu Coreea de Sud în vederea unei viitoare reunificări și eliminarea conceptelor de „reunificare”, „reconciliere” și „compatrioți” din istoria Coreei de Nord și a declarat că statul sud-coreean este „principalul dușman” al țării sale. Potrivit lui Kim, reunificarea pașnică a celor două state nu mai era posibilă, ca urmare a intențiilor conducerii Coreei de Sud de a submina regimul politic de la Phenian, iar singura soluție rămasă ar fi „ocuparea, subjugarea și revendicarea completă” a Coreei de Sud în urma unui război.
Arcul a fost demolat cândva între 19 și 23 ianuarie 2024, conform imaginilor din satelit. Știrea că Arcul Reunificării a fost demolat a fost confirmată de Ministerul Unificării din Coreea de Sud la 24 ianuarie 2024.

## Aspect
Monumentul, cu o lățime a bazei de 62 de metri și o înălțime de 30 de metri, era format din două femei coreene îmbrăcate în veșminte tradiționale (Chosŏn-ot), simbolizând Nordul și Sudul, aplecate în față pentru a susține împreună o sferă ce conținea o hartă din bronz a Coreei reunificate. Partea inferioară a arcului conținea pe ambele părți altoreliefuri din bronz care prezentau scene din lupta pentru independența Coreei. Construcția a fost dedicată „Cartei în trei puncte pentru reunificarea națională”: 1) Cele Trei Principii ale Reunificării Naționale (formulate în 1972), 2) Planul de înființare a Republicii Federale Democrate Coreea (elaborat în 1980) și 3) Programul în zece puncte al Marii Unități a Întregii Națiuni (conceput în 1993, care prevedea implementarea modelului „o țară – două sisteme”).
Vizitatorii puteau pătrunde în interiorul soclului unde se aflau plăci gravate cu mesaje de susținere a reunificării și păcii provenite de la diferite persoane, organizații și țări. Arcul a fost finalizat la apogeul perioadei politicii razei de soare, un efort al guvernului sud-coreean de la sfârșitul anilor 1990 și începutul anilor 2000 de a reduce riscul de conflict între cele două state și de a obține o reconciliere cu vecinul său nordic. Planul inițial era ca monumentul să fie format dintr-un stâlp de 55 de metri cu trei ramuri pentru a-i reprezenta pe coreenii din nord, din sud și din alte țări.

## Galerie

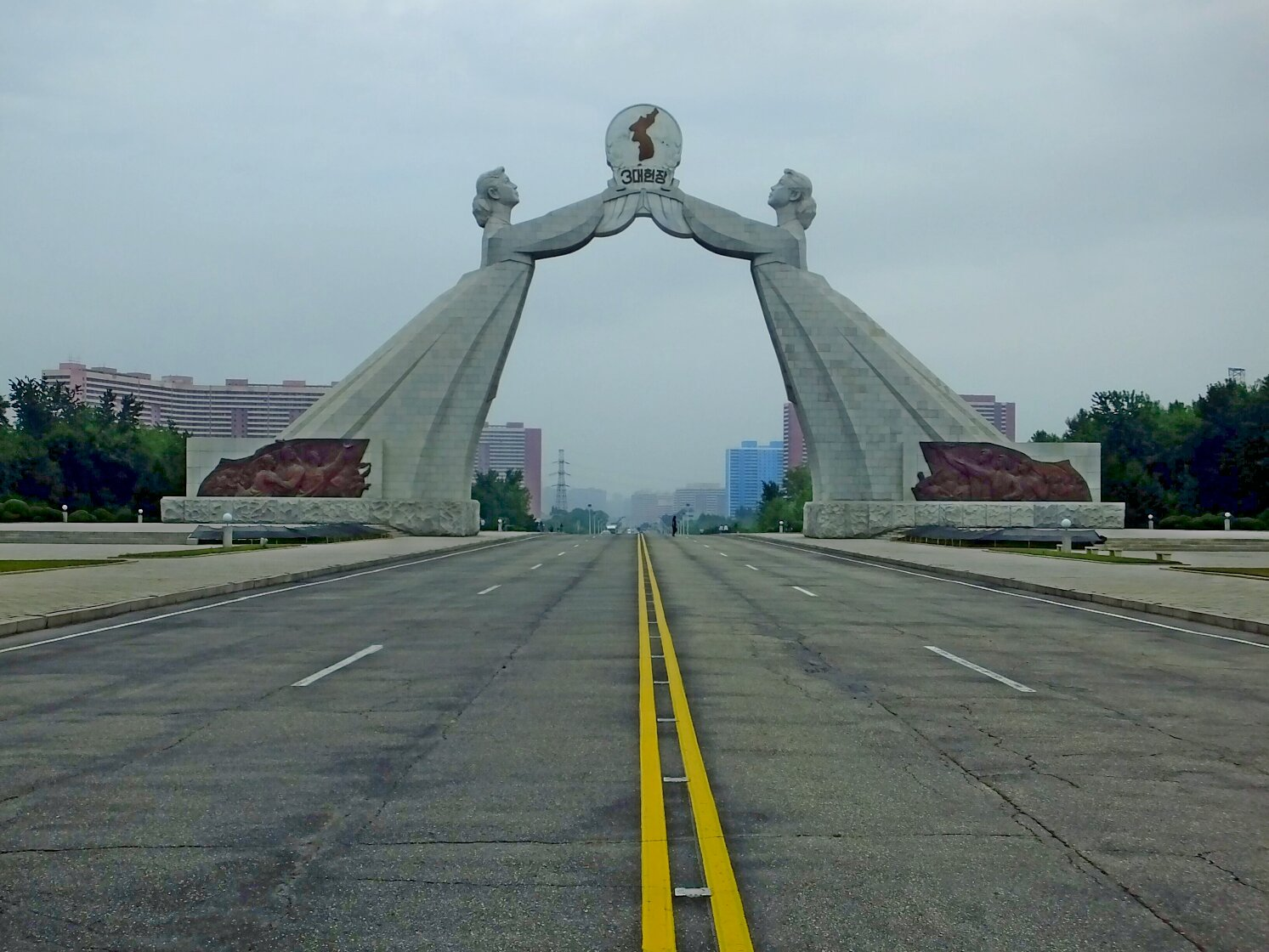
Arcul Reunificării văzut de pe șosea
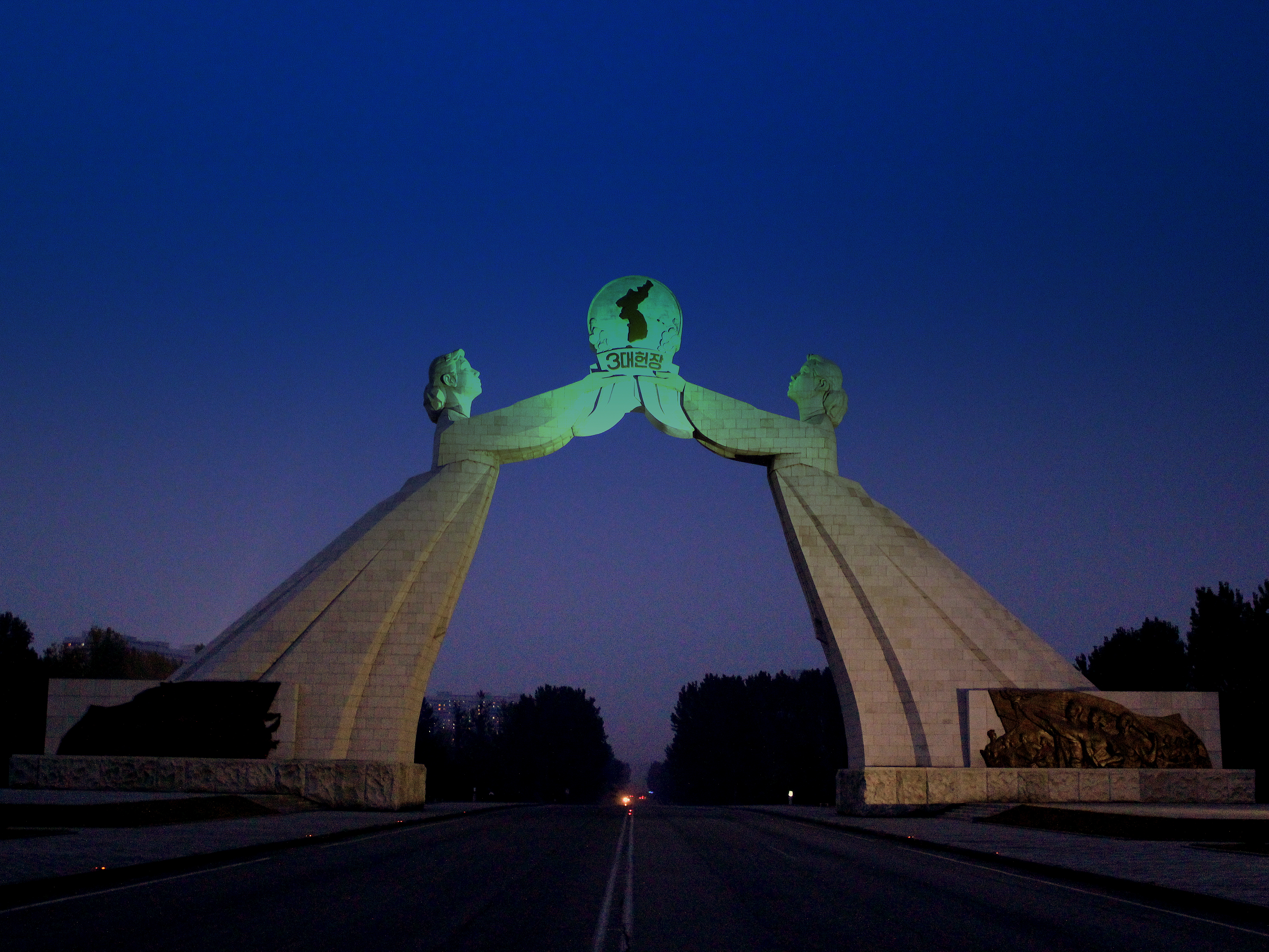
Arcul văzut noaptea
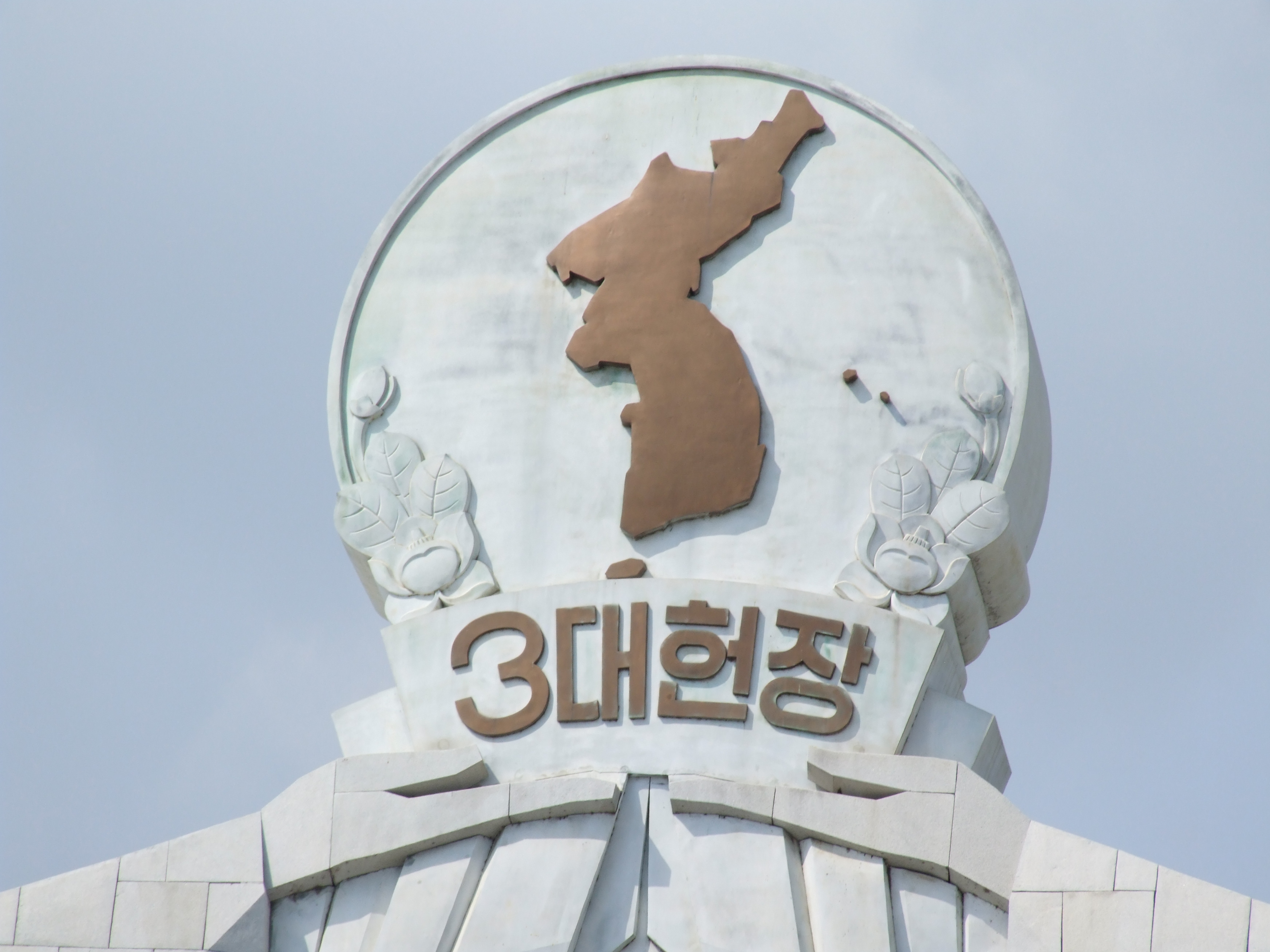
Detaliu al vârfului arcului, cu imaginea Peninsulei Coreene și a insulelor (Jeju, Ulleungdo, Dokdo) și textul coreean 3대헌장 (samdae heonjang, „Carta în trei puncte”)
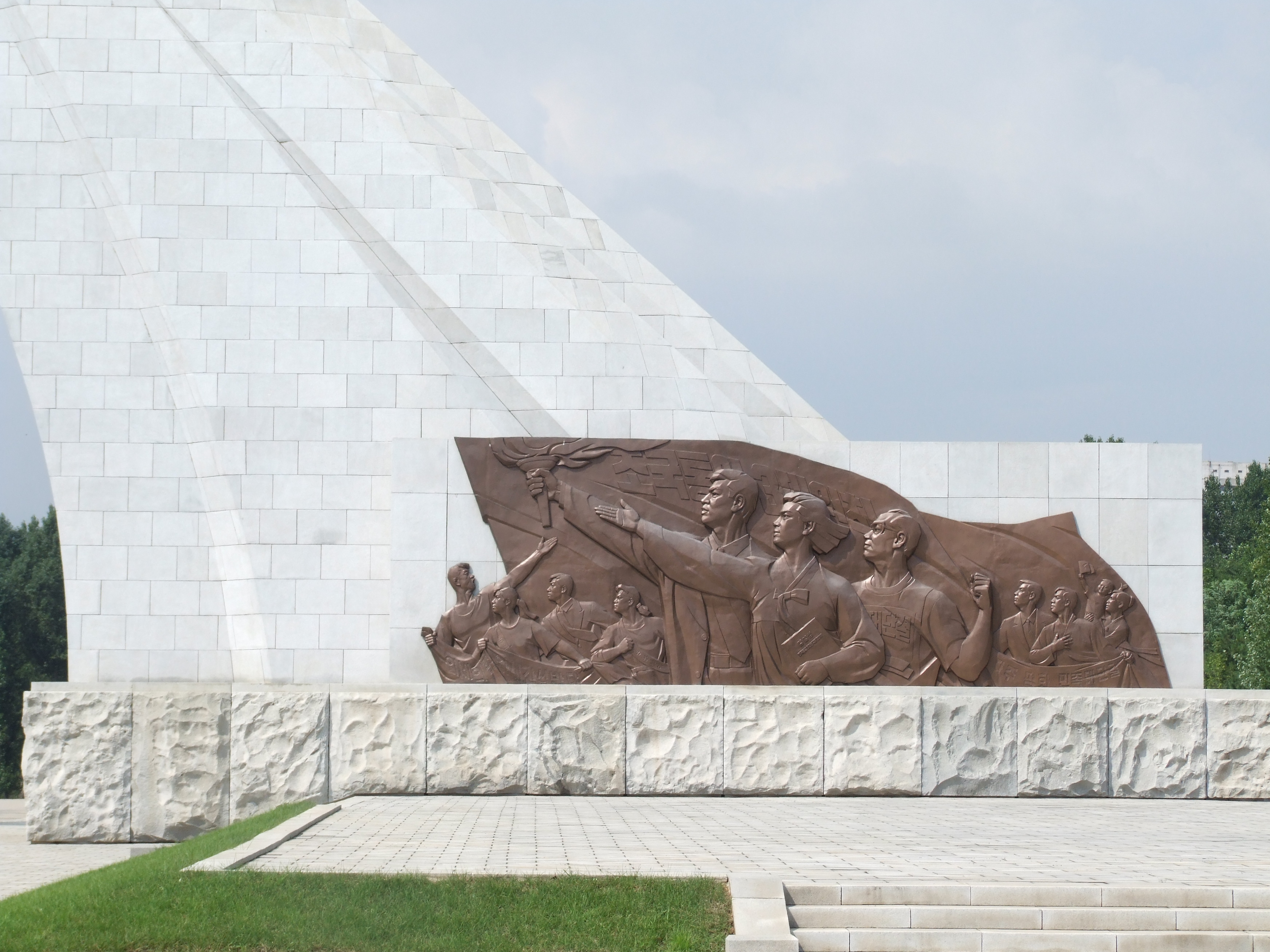
Altorelief din bronz care reprezenta poporul coreean
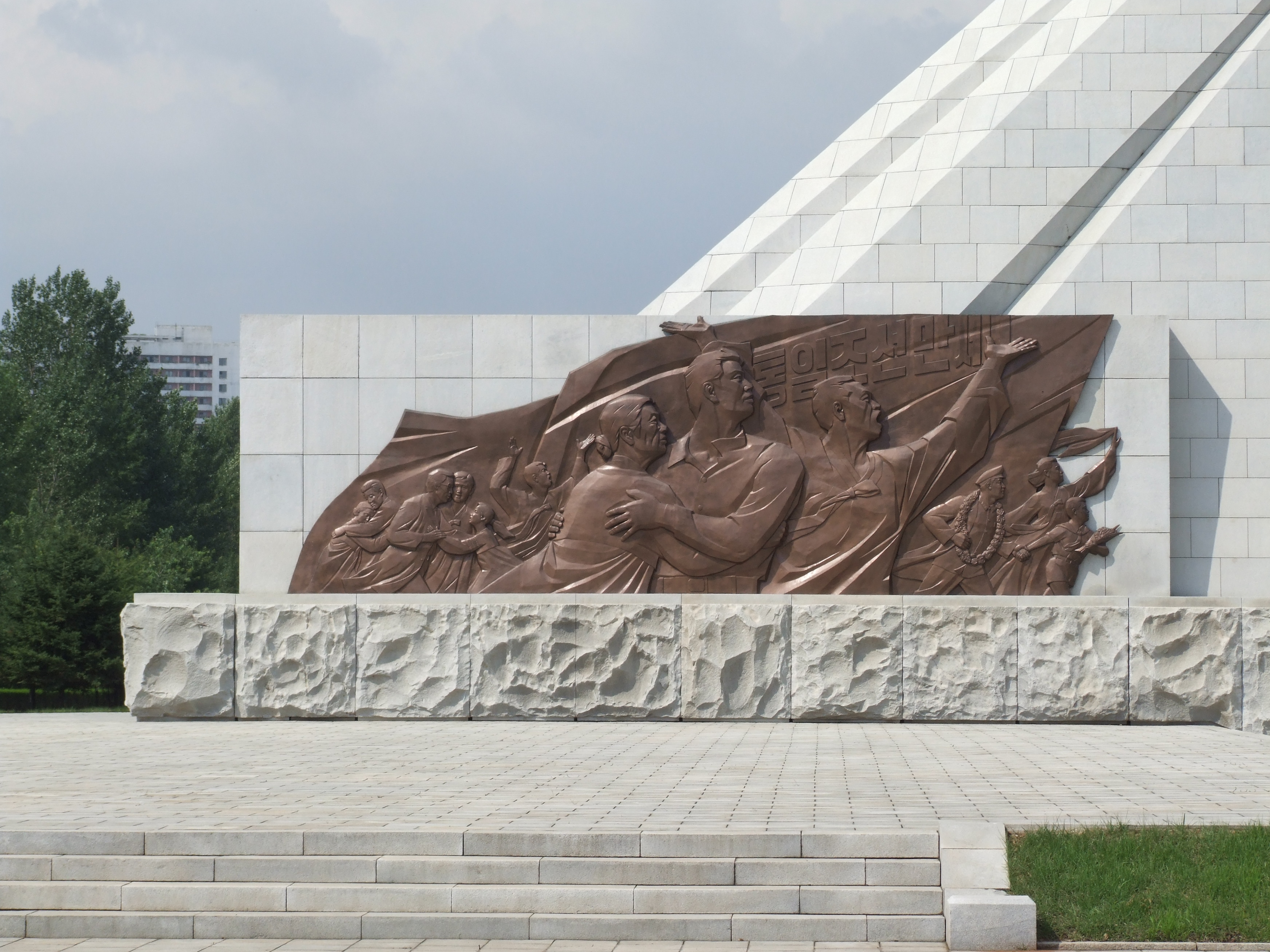
Altorelief din bronz care reprezenta poporul coreean